# 洪岳農
洪岳農（1975年6月21日—），英文名，是台灣企業家、Youtuber、網路文學平台「英雄故事」的創辦人，並經營以推廣商業知識為主題的YouTube頻道「M觀點」。曾在戲谷擔任CEO，在職期間推動過線上遊戲楓之谷在台灣營運。另外，他曾是奇幻修士會成員，也是位基督徒，為士林靈糧堂區長兼執事。

## 生平
洪岳農自建國中學、台灣大學化學系畢業，1999年進入職場，後來進入和信超媒體戲谷，不到40歲就擔任戲谷執行長，也曾擔任戰谷副總經理。由於與公司高層的價值觀差異，洪岳農在2012年離職並在2013年創辦賽博社群數位科技有限公司，從事網站內容編輯、開發行動應用程式及社群經營。在看到直播平台的打賞直播主功能後，認為將這種模式導入文學創作可以產生更多可能性，並認為這是未來的商機，便創立具有打賞功能的文學創作網站「英雄故事」，該網站在2017年6月中上線。英雄故事也設有YouTube頻道「英雄說書」。

## 外部連結
- 官方网站（繁體中文）
- YouTube上的M觀點頻道（繁體中文）
- Miula的M觀點的Facebook專頁（繁體中文）
- M觀點的Instagram帳戶
- Miula Hung的X（前Twitter）